# 松坡インターチェンジ
松坡インターチェンジ（ソンパインターチェンジ）は大韓民国ソウル特別市松坡区にある首都圏第一循環高速道路のインターチェンジである。

## 歴史
- 1991年10月31日 - 開設。

## 周辺
- ●韓国鉄道公社盆唐線・●ソウル交通公社8号線福井駅

## 隣
首都圏第一循環高速道路
(2) 城南IC - 城南料金所 - (3) 松坡IC - (4) 西河南IC